# Tourist Trap – Die Touristenfalle
Tourist Trap – Die Touristenfalle (Originaltitel Tourist Trap) ist ein US-amerikanischer Horrorfilm von David Schmoeller aus dem Jahr 1979. Chuck Connors ist in einer Doppelrolle besetzt.

## Handlung
Eine Gruppe von Jugendlichen, zwei Männer und drei Frauen, ist mit zwei Autos auf dem Weg in den Urlaub. Beide Wagen haben in einer entlegenen Gegend eine Panne. Während die Männer getrennt auf der Suche nach Hilfe sind, entdeckten die Frauen einen Badesee. Als die Mädchen nackt baden, erscheint Mr. Slausen, der anfänglich freundliche, aber kauzige Besitzer des Sees. Er bietet der Gruppe seine Hilfe an. Zu diesem Zeitpunkt ist Woody, einer der Männer aus der Gruppe, bereits verschwunden. Die übrigen vier, Molly, Jerry, Eileen und Jerrys Frau Becky, gehen mit Slausen in dessen Wohnsitz, der sich als ein geschlossenes Wachsfiguren- und Kuriositätenmuseum entpuppt. Slausen erzählt ihnen von seiner verstorbenen Frau und seinem Bruder Davey, der die ganzen Puppen und Wachsfiguren in dem Museum gebaut habe, bevor er von einem großen Wachsfigurenkabinett abgeworben worden sei.
Mr. Slausen und Jerry gehen zurück zum Wagen, während die drei jungen Frauen in Slausens Museum bleiben. Bevor die beiden Männer gehen, warnt Slausen die Frauen davor hinauszugehen oder gar in das mysteriöse Nachbarhaus, in dem Davey wohne. Doch Eileen betritt das Haus trotz dieser Warnung, stößt dort auf eine Sammlung von Puppen und wird von einem Killer getötet, der eine Maske trägt, die Woodys Gesicht entspricht. Slausen kehrt alleine zu den noch wartenden Frauen zurück und erzählt ihnen, dass Jerry mit seinem Wagen in die Stadt gefahren sei. Als er feststellt, dass Eileen fort ist, ist Slausen darüber erbost, macht sich aber trotzdem auf die Suche nach Eileen. In Daveys Haus stößt er auf ihre Leiche. Da er davon ausgeht, dass sein Bruder sie getötet hat, erzählt er den anderen beiden Frauen nichts davon und zieht erneut los, angeblich um weiter nach der jungen Frau zu suchen.
Nachdem Slausen wieder weg ist, überredet Becky die wesentlich ängstlichere und etwas verklemmte Molly dazu, auf eigene Faust nach Eileen zu suchen. Aus Daveys Haus hören sie Eileens Lachen. Becky begibt sich dorthin, um nach Eileen und Woody, den die Frauen ebenfalls dort vermuten, zu suchen. Molly traut sich nicht ins Haus und kehrt ins Museum zurück. Im Haus wird Becky ebenfalls von dem Killer angegriffen, der jetzt eine Maske mit Eileens Gesichtszügen trägt. Sie überlebt diesen Angriff, wird aber von den Puppen attackiert und letztendlich von dem Killer mit der Maske in den Keller gesperrt. Dort trifft sie auf ihren Mann Jerry und Tina, eine weitere junge Frau, die der Killer, der Slausens Bruder zu sein scheint, entführt hat und deren Tod Jerry und Becky mit ansehen müssen.
Es stellt sich heraus, dass der Killer telekinetische Fähigkeiten hat, die auch das Lebendigwerden der Puppen in Daveys Haus zu erklären scheinen. Zu Molly, die als einzige noch frei herumläuft, scheint sich der Killer auf spezielle Art und Weise hingezogen zu fühlen, genau wie Slausen selbst. Mollys Furcht vor dem Killer lässt sie den Entschluss fassen, zu flüchten. In diesem Moment kommt ihr Slausen mit dem Auto entgegen. Konfrontiert mit dem Killer, schießt Molly auf ihn und schlägt zudem mit Slausens Gewehr auf ihn ein. Es gelingt ihr nicht, den Killer zu töten, aber sie zerstört seine Maske und entdeckt, dass Slausen sich dahinter verbirgt. Sie wird von ihm überwältigt und in Daveys Haus gebracht. 
Währenddessen versuchen Jerry und Becky aus Slausens Keller zu fliehen. Es kommt zu einer Jagd durch das Haus.

## Produktion

### Hintergrund
Schmoeller wurde inspiriert von einer Reihe bizarrer Designer-Schaufensterpuppen, denen, wie er in einem Interview zu diesem Film berichtete, einzelne Teile fehlten. Es waren Schaufensterpuppen, die unterschiedliche Altersstufen darstellten. Mit zunehmendem „Alter“ fehlten diesen Puppen mehr Teile. Das inspirierte ihn dazu, die Puppen in dem Film auf unterschiedliche Weise zum „Leben zu erwecken“. Einige von ihnen können nur ihre Augen bewegen, bei anderen klappt der ganze Unterkiefer herunter. Die Idee für diesen Film kam ihm bei seinem ersten Film The spider will kill you.
Einen mangelnden Erfolg an der Kinokasse führte Schmoeller darauf zurück, dass hartgesottene Horror-Fans von der sehr freizügigen Altersfreigabe abgeschreckt worden seien. Er ging davon aus, dass diese Fans bei einem Film, der als jugendfrei eingestuft wurde, glaubten, der sei wohl kaum besonders gruselig und deswegen nicht ins Kino gingen. In seinem Buch Danse macabre hat Stephen King Tourist Trap als einen seiner Lieblingsfilme bezeichnet.

### Veröffentlichung
Nachdem der Film im Januar 1979 auf dem Avoriaz Fantastic Film Festival in Frankreich vorgestellt worden war, kam er in den Vereinigten Staaten am 16. März 1979 erstmals ins Kino. Im Mai 1979 wurde er in Japan veröffentlicht und im April 1980 in den französischen Kinos sowie im Oktober 1980 in den mexikanischen. Der Kinostart des Films in der Bundesrepublik Deutschland erfolgte am 21. November 1980.
In Italien erschien der Film im Juni 1981 in Mailand, in Portugal war er erstmals im Dezember 1982 zu sehen. Veröffentlicht wurde er zudem in Schweden, im Vereinigten Königreich und in Brasilien (DVD-Premiere), des Weiteren in Australien, Kanada, Finnland, Polen, in der Sowjetunion, in Spanien und im ehemaligen Jugoslawien.
Elea-Media gab den Film am 25. März 2016 mit einer deutschen Tonspur auf DVD heraus.

## Kritik
Christian Ade befasste sich bei filmtipps.at mit dem Film und zog das Fazit: „Gerade als man Schmoellers Debütwerk als mittelmäßigen Slasher abtun möchte, wird aus der Tourist Trap feinste American Gothic. Die Puppen werden unheimlicher, der Puppenmacher bedrohlicher und die Atmosphäre unwirklich-alptraumhaft. Auch ohne allzu psychotische Ausfälle und übertriebenen Bluteinsatz ist Tourist Trap ein kleiner, aber gelegentlich schön bizarrer Geheimtipp irgendwo zwischen Psycho, The Texas Chainsaw Massacre und dem Kabinett des Professor Bondi.“ Ade war der Meinung, dass Arnold Marquis, die deutsche Synchronstimme von Slausen, in diesem Fall nicht passe. „Zum Sprachrohr eines wahnsinnigen Puppenmachers“ tauge „der ansonsten geniale Marquis nicht und leider“ höre „man auch, dass er mit dieser Rolle nicht viel anzufangen“ wisse.